# Kerstin Tzscherlich
Kerstin Tzscherlich (Freital, 15 febbraio 1978) è una pallavolista tedesca.
Gioca nel ruolo di libero nel Dresdner Sportclub 1898.

## Carriera
Kerstin Tzscherlich ha giocato finora esclusivamente nel Dresdner Sportclub 1898: la sua carriera è iniziata nel 1990 giocando prima nella squadra giovanile e poi in quella maggiore, che disputa la Bundesliga tedesca: con la squadra di Dresda ha vinto due campionati nel 1999 e nel 2007. Ha inoltre partecipato a divesti tornei europei come la Champions League e la Coppa CEV.
Dal 1999 fa parte stabilmente della nazionale di pallavolo tedesca con la quale ha vinto tre medaglie di bronzo, due nel World Grand Prix e una al campionato europeo. Nel 2011 con la nazionale vince la medaglia d'argento al campionato europeo.

## Palmarès

### Club
- Campionato tedesco: 2

1998-99, 2006-07

### Premi individuali
- 2007 - Qualificazioni al World Grand Prix 2008: Miglior libero
- 2008 - Montreux Volley Masters: Miglior difesa
- 2009 - World Grand Prix: Miglior libero
- 2009 - Campionato europeo: Miglior ricevitrice